# ジーグフェルド・フォリーズ

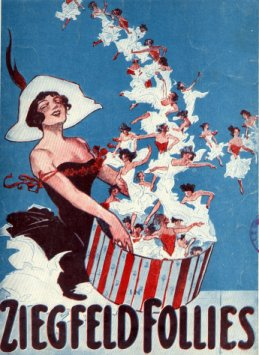
1912年の広告

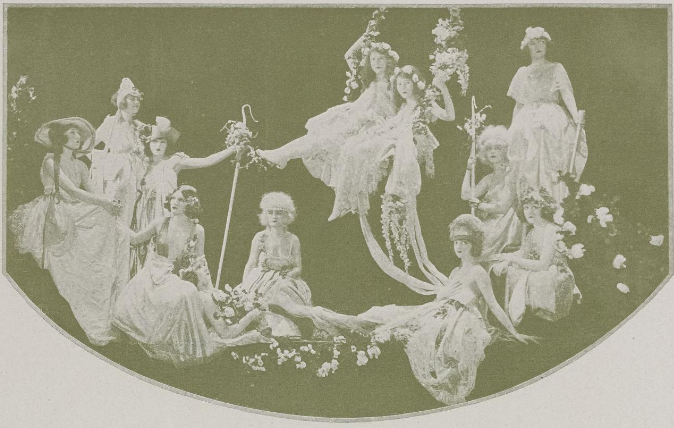
『the Ziegfeld Midnight Frolic』のためのベン・アリ・ハギンの活人画(1921年)

ジーグフェルド・フォリーズ（Ziegfeld Follies）は、1907年から1931年、1934年から1936年にかけてニューヨークのブロードウェイで上演されていたレヴューのこと。1932年から1936年までラジオ版の『The Ziegfeld Follies of the Air』もオンエアされていた。

## 歴史
パリのフォリー・ベルジェールにインスパイアされてフローレンツ・ジーグフェルド・ジュニアがはじめた。伝えられるところでは、当時の彼の当時の妻で舞台女優・歌手のアナ・ヘルドが提案したという。プロデューサーはクロウ＆アーランガー。
初公演は1907年、場所はジャルダン・ドゥ・パリ。
出演者の中には、W・C・フィールズ、エディ・カンター、ジョセフィン・ベーカー、ファニー・ブライス、アン・ペニントン、バート・ウィリアムズ、エヴァ・タンギー、ボブ・ホープ、ウィル・ロジャース、ルース・エッティング、レイ・ボルジャー、ヘレン・モーガン、ルイーズ・ブルックス、マリリン・ミラー、エド・ウィン、ギルダ・グレイ、ノラ・ベイズ、ソフィー・タッカーなどがいた。
ジーグフェルド・フォリーズでとくに有名なのが「ジーグフェルド・ガール」として知られる美しいコーラスガールたちである。エルテ、ルーシー・ダフ＝ゴードン、ベン・アリ・ハギンらが彼女たちの衣装デザインを手掛けた。アリ・ハギンは1917年から1925年にかけて彼女たちをモデルにした活人画を製作した。他にはジョセフ・アーバンが1915年から舞台背景絵師として参加した。
1932年にジーグフェルドが死去したことでジーグフェルド・フォリーズは1931年を最後に幕を閉じたが、1934年に彼の未亡人で女優のビリー・バークがフォリーズのプロデューサーをしていたジェイク・シューバートともに再開、1936年まで続けた。1934年の公演の全内容を録音した78回転レコードがあり、1997年にCDとして復刻された。

## 映画化
- 『巨星ジーグフェルド』（1936年）
- 『美人劇場』（1941年）
- 『ジーグフェルド・フォリーズ (映画)』（1945年）
- 『ファニー・ガール』（1968年）

## ジーグフェルド・ガールズ

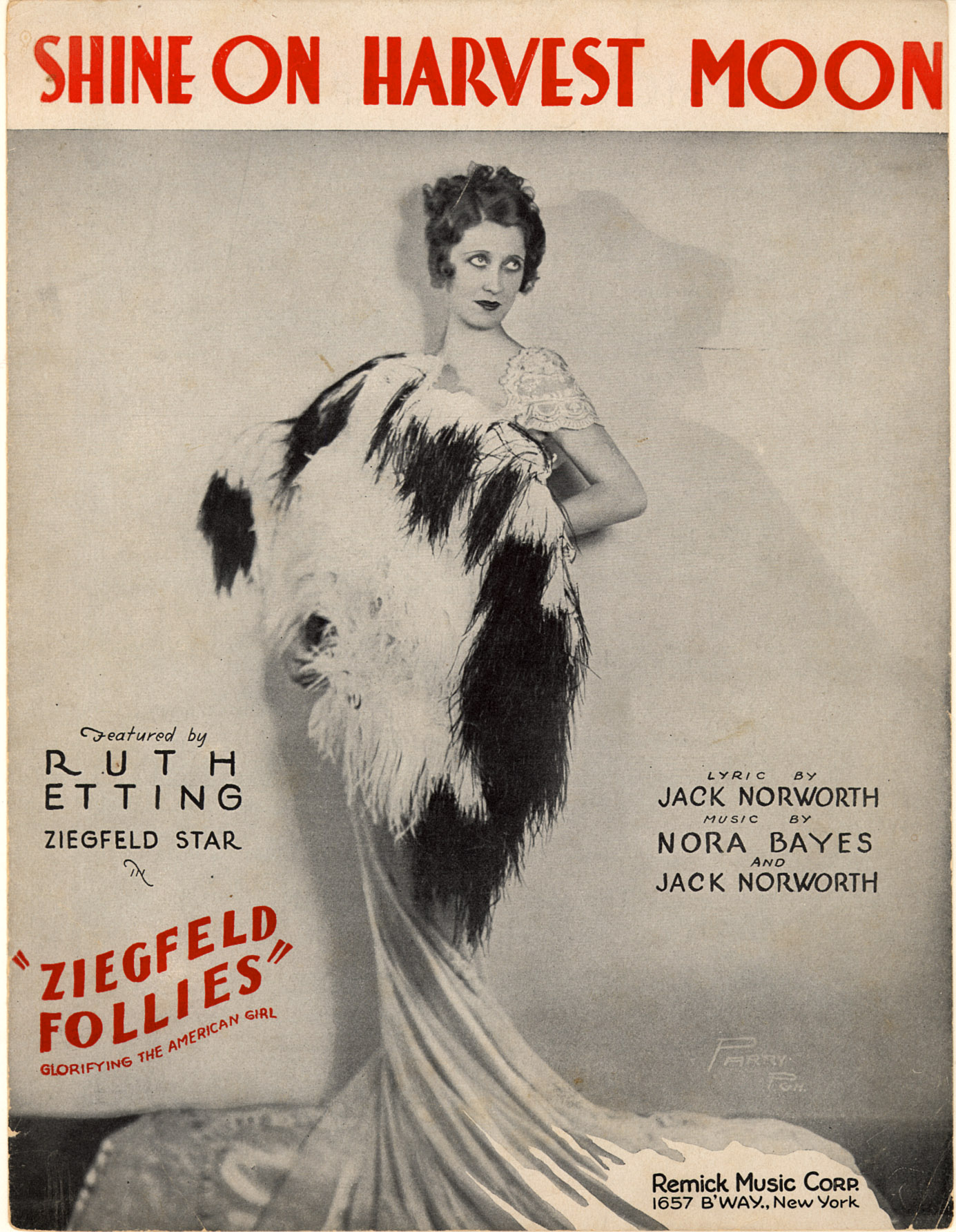
ルース・エッティング
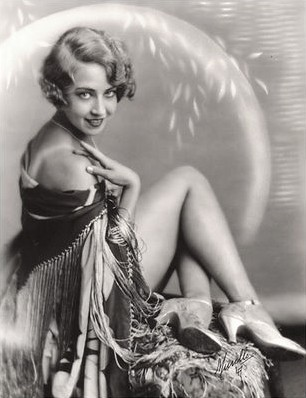
ドリス・イートン・トラヴィス
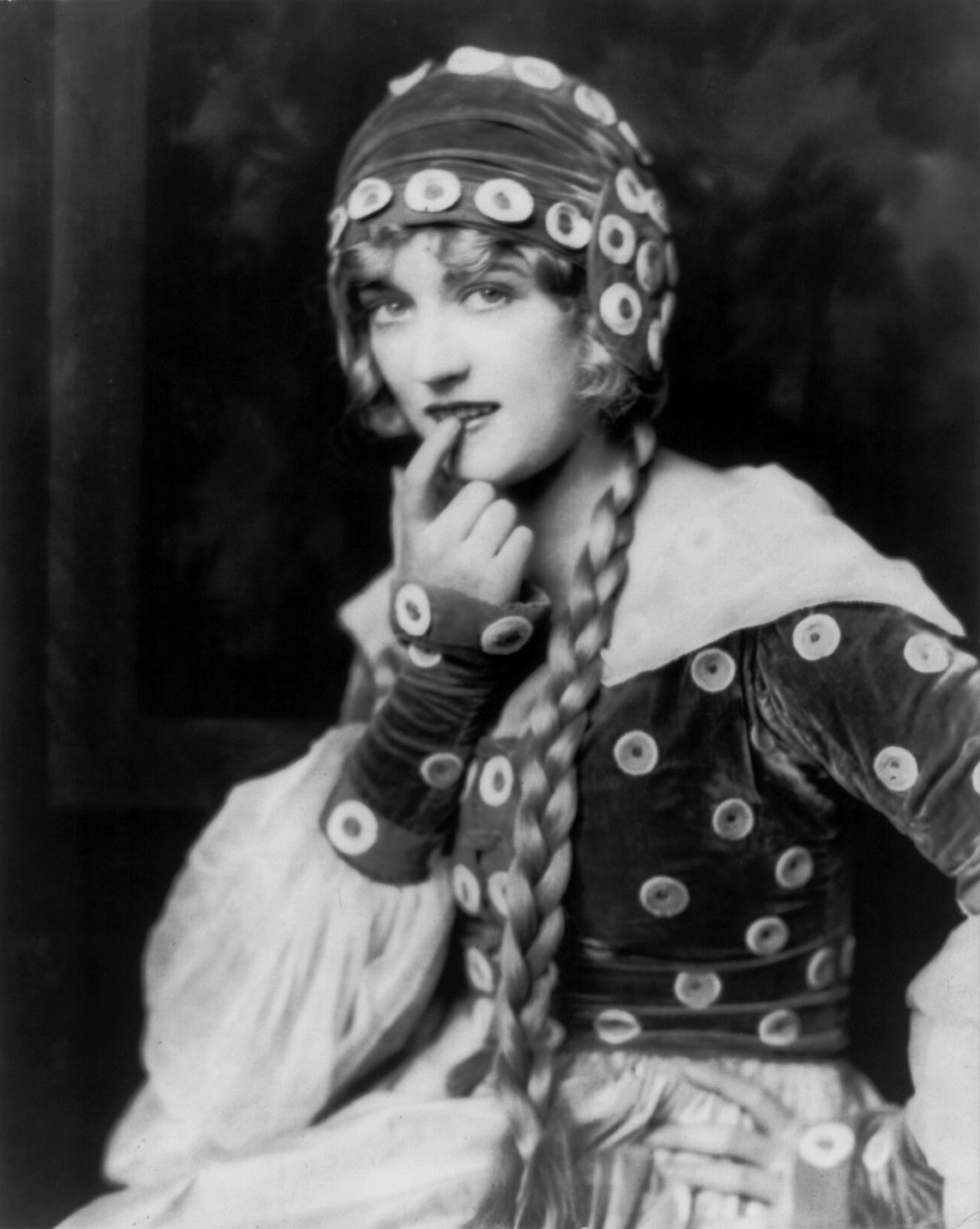
マリオン・デイヴィス
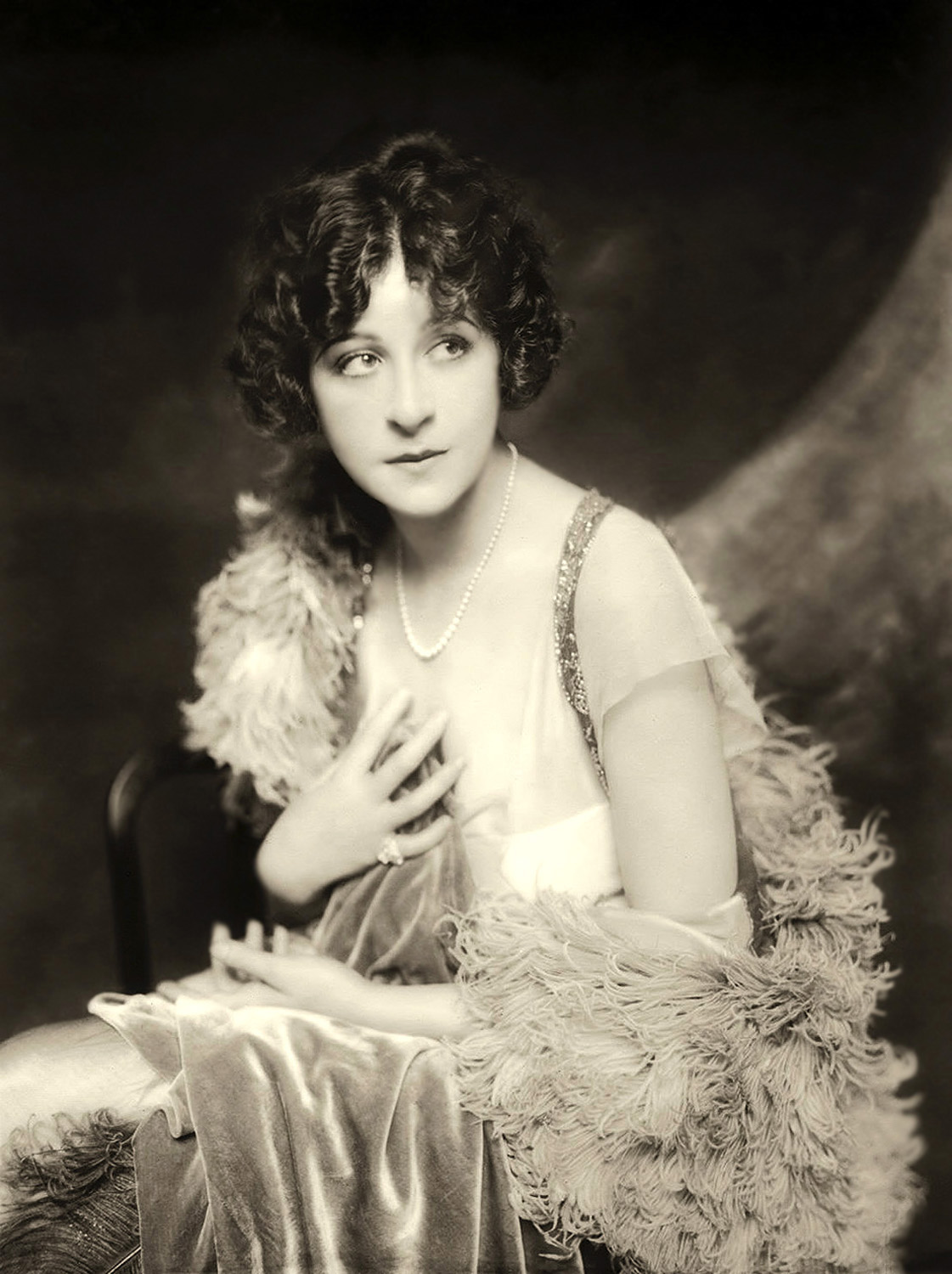
ファニー・ブライス
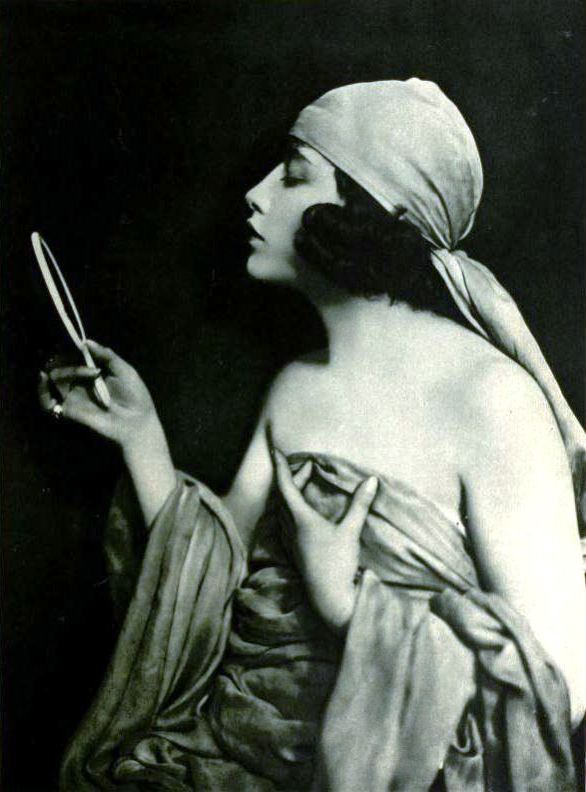
シャノン・デイ
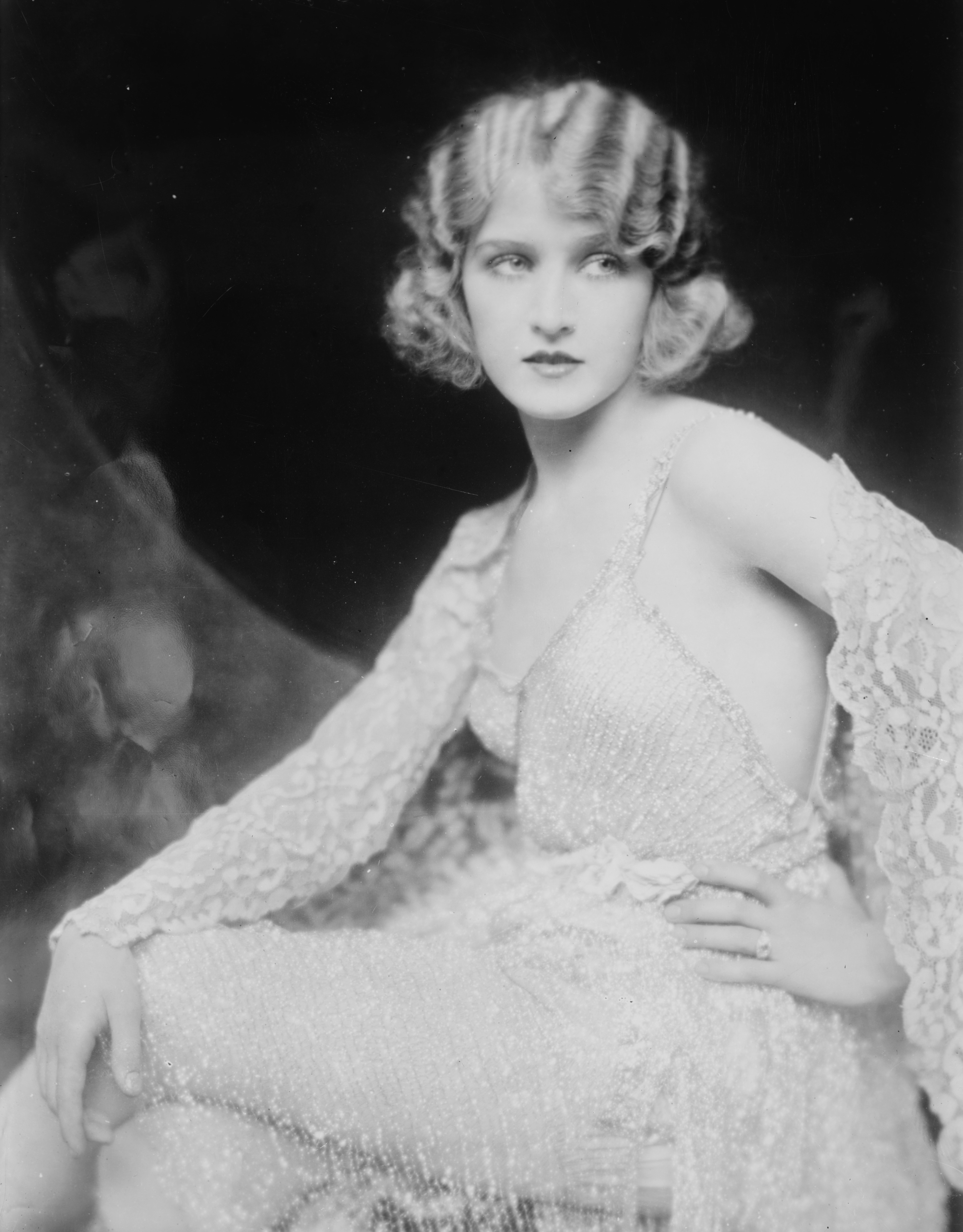
メアリー・イートン
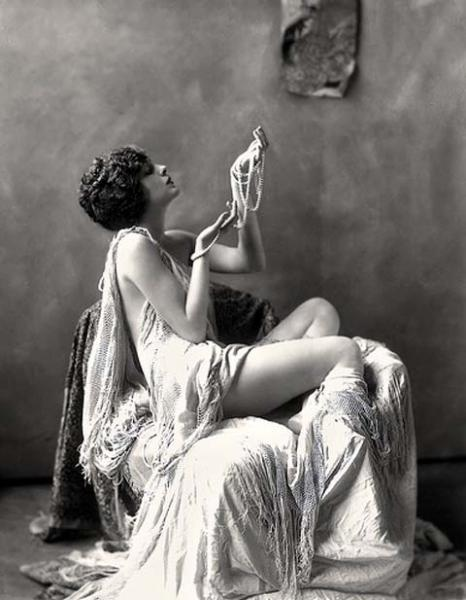
ビリー・ダヴ
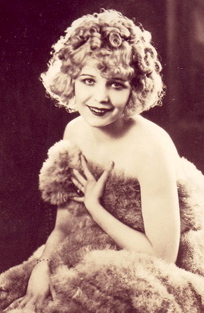
ビー・パーマー
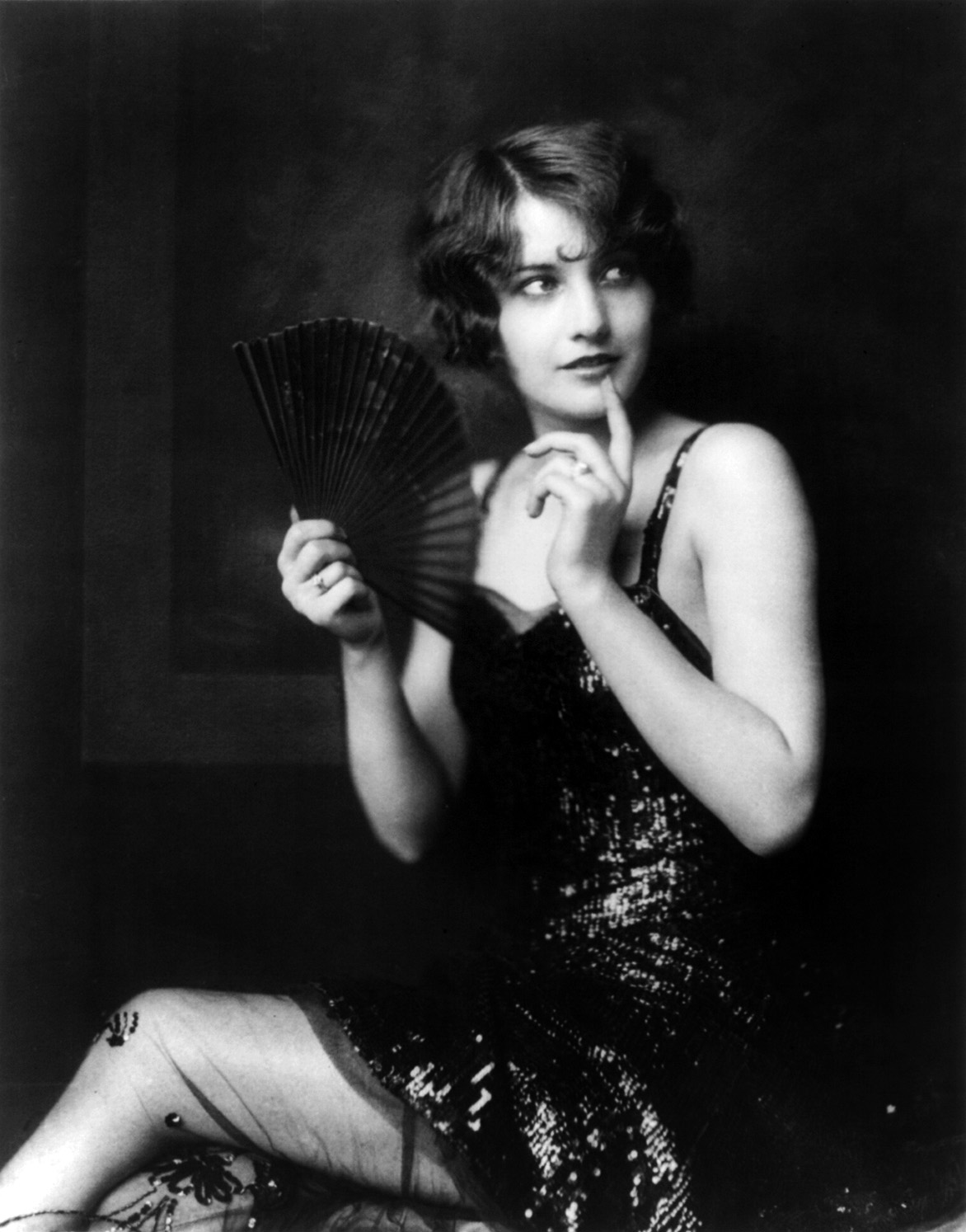
バーバラ・スタンウィック
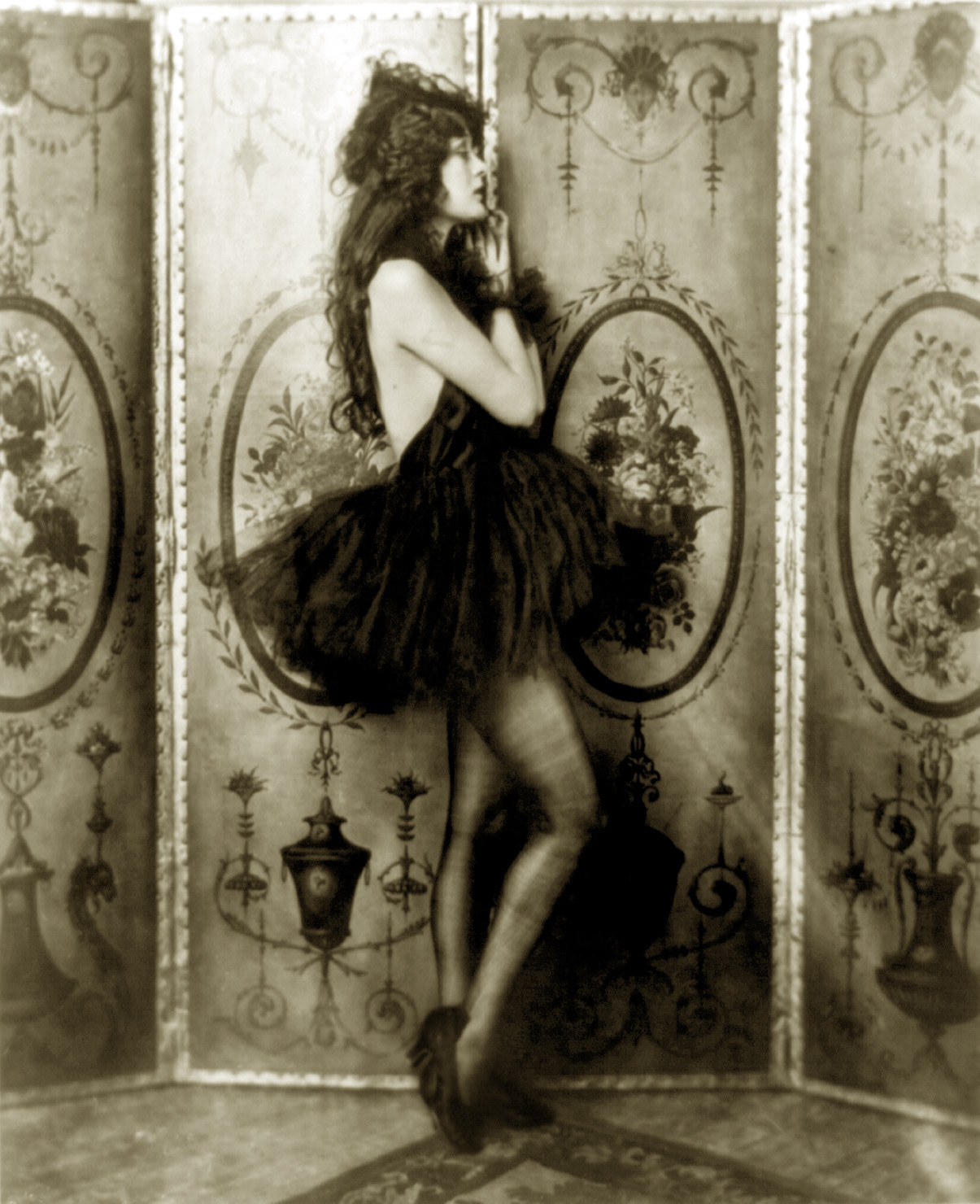
ドロレス・コステロ
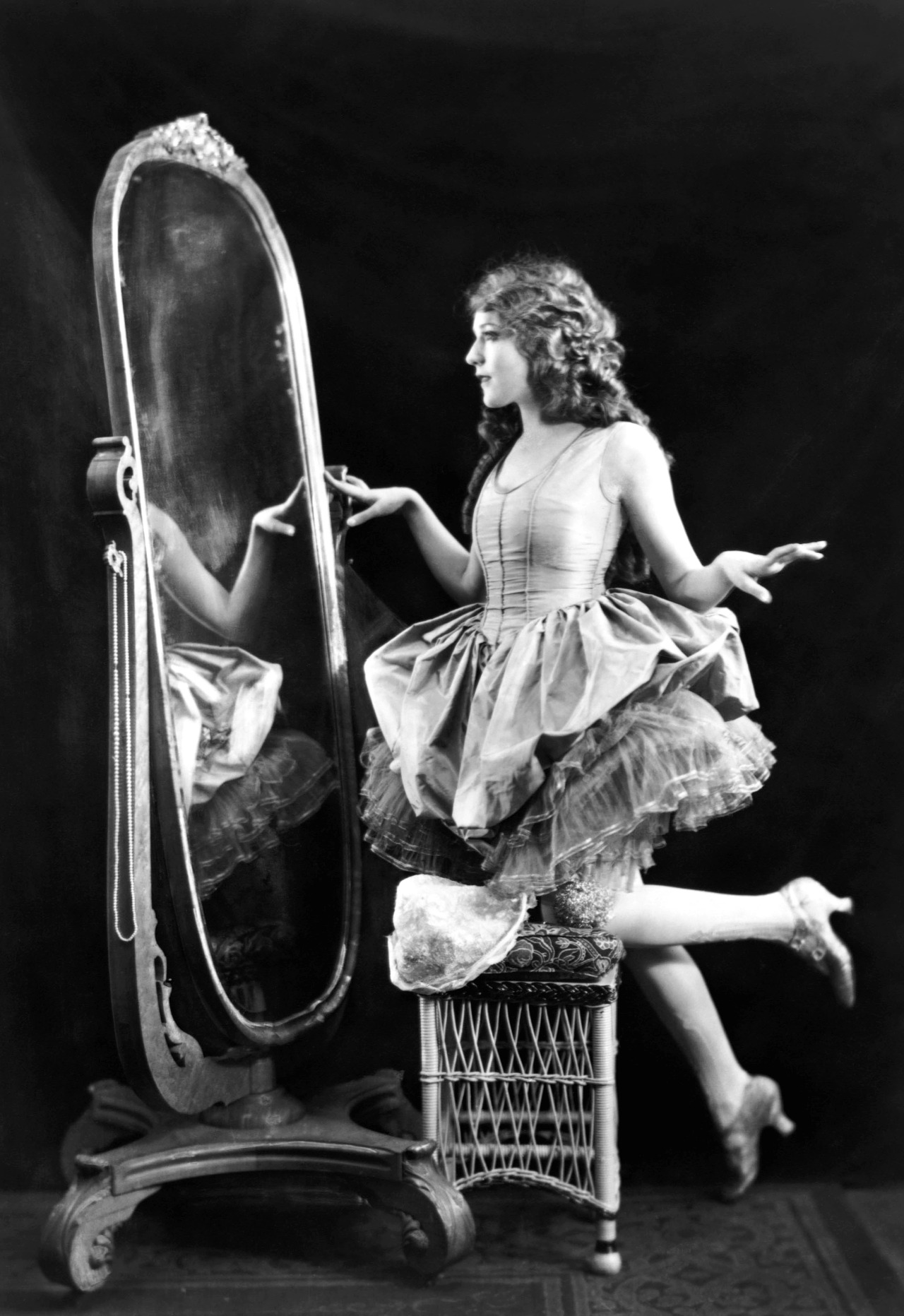
メアリー・ピックフォード(1920年)
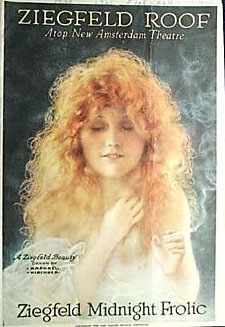
ミッドナイト・フロリックのポスター（1916年）のオリーヴ・トーマス